# Co pozostanie
Co pozostanie (niem. Was bleibt) – opowiadanie autorstwa niemieckiej pisarki Christy Wolf.

## Powstanie
Opowiadanie pochodzi z 1979 roku i jest efektem przeżyć autorki związanych z działalnością Ministerstwa Bezpieczeństwa Państwowego Niemieckiej Republiki Demokratycznej, potocznie zwanego Stasi. Po upadku muru berlińskiego opowiadanie zostało przerobione i latem 1990 roku wydane. Pierwsza wersja opowiadania z 1979 roku i poprawki naniesione w 1989 roku nie są znane.

## Fabuła
Co pozostaje opowiada o jednym dniu z życia berlińskiej autorki. Jej działalność zawodowa i życie prywatne jest pod ciągłą obserwacją NRD-owskiej służby bezpieczeństwa. Narratorka, którą jest sama Christa Wolf, czuje się bezradna i próbuje znaleźć odpowiedź na pytanie, kto ponosi winę za rozpad niemieckiego społeczeństwa.

## Krytyka
Pierwsze głosy krytyki były związane z późną publikacją noweli. Działalność Christy Wolf jako bojowniczki ruchu oporu została podana w wątpliwość. Krytycy uważali, że pomimo publikacji opowiadania przedstawiającego ją w świetle ofiary komunistycznego państwa, tak naprawdę wspierała je i czerpała z tego tytułu korzyści. Zwracano też uwagę na samą formę i styl opowiadania, zarzucając autorce naiwność i niedokładność.
Kolejny spór o Christę Wolf nastąpił w 1993 roku i był związany z rzekomą współpracą autorki z Ministerstwem Bezpieczeństwa Państwowego NRD. Sama Wolf nigdy nie wypowiedziała się na ten temat. W jednym z wywiadów zaznaczyła, że nigdy nie postrzegała siebie jako ofiarę, lecz jako pisarkę, która chciała pomóc poprzez swoją pracę.